# Thomas Demmelhuber
Thomas Demmelhuber (* 1980 in Passau) ist ein deutscher Politikwissenschaftler mit Schwerpunkt Naher Osten. Seit 2015 ist er Lehrstuhlinhaber des Lehrstuhls für Politik und Gesellschaft des Nahen Ostens an der Friedrich-Alexander-Universität Erlangen-Nürnberg. Seit 2015 ist er zudem Visiting Professor am College of Europe, Natolin (Warschau).

## Leben
Demmelhuber wurde 1980 in Passau geboren und besuchte ab 1990 das dortige Adalbert-Stifter-Gymnasium, wo er 1999 sein Abitur erlangte. Er studierte Politikwissenschaft sowie Middle Eastern Studies in Erlangen sowie an der University of California, Berkeley und erwarb 2005 sein Diplom. Er promovierte 2008 in Erlangen als Schüler von Thomas Philipp über die EU-Mittelmeerpolitik in Ägypten. Von 2012 bis 2015 war er Juniorprofessor für Politikwissenschaft mit dem Schwerpunkt Politik und Internet an der Stiftung Universität Hildesheim, bis er 2015 zum Professor in Erlangen berufen worden ist.

## Veröffentlichungen (Auswahl)
- zusammen mit Marianne Kneuer: "Authoritarian Gravity Centers. A Cross-regional Study of Authoritarian Promotion and Diffusion". London: Routledge 2020. ISBN 978-1003008804
- zusammen mit Roland Sturm und Erik Vollmann: "Decentralization in the Arab World. Conceptualizing the role of neopatrimonial networks", Mediterranean Politics 25 (4) 2020: 499-521.
- zusammen mit Tobias Schumacher und Andreas Marchetti: "The Routledge Handbook on the European Neighborhood Policy". London: Routledge 2017. ISBN 978-1138913721.
- zusammen mit Axel Paul und Maurus Reinkowski: "Arabellion: vom Aufbruch zum Zerfall einer Region?", Leviathan Sonderband. ISBN 978-3848732555.
- zusammen mit Marianne Kneuer: "Gravity Centres of Authoritarian Rule. A Conceptual Approach", Democratization 23 (5) 2016: 775-796.
- zusammen mit Holger Albrecht: "Revolution und Regimewandel in Ägypten". Baden-Baden: Nomos 2013. ISBN 978-3832978723.